# وزارة البنية التحتية والطاقة والمياه (إسرائيل)
فإن وزارة البنية التحتية والطاقة والمياه (بالعبرية: משרד התשתיות הלאומיות, האנרגיה והמים‏) هو وزارة الحكومة الإسرائيلية المسؤولة عن الطاقة والمياه والبنية التحتية. وزارة تغيرت أسمائها عدة مرات منذ تأسيسها.
في منصب وزاري تأسست في عام 1977 خلفا موقف وزارة التنمية التي تم تفكيكها قبل ثلاث سنوات.

## قائمة الوزراء
| #                                           | وزير                         | طرف                          | الحكومات                     | بداية الفصل الدراسي          | نهاية المدة                  |                              |
| وزارة الطاقة والبنية التحتية                | وزارة الطاقة والبنية التحتية | وزارة الطاقة والبنية التحتية | وزارة الطاقة والبنية التحتية | وزارة الطاقة والبنية التحتية | وزارة الطاقة والبنية التحتية | وزارة الطاقة والبنية التحتية |
| ------------------------------------------- | ---------------------------- | ---------------------------- | ---------------------------- | ---------------------------- | ---------------------------- | ---------------------------- |
| 1                                           | إسحاق موداعي                 | ليكود                        | 18                           | يونيو 20, 1977               | أغسطس 5, 1981                |                              |
| 2                                           | إسحاق بيرمان                 | ليكود                        | 19                           | أغسطس 5, 1981                | سبتمبر 30, 1982              |                              |
| –                                           | إسحاق موداعي                 | ليكود                        | 19–20                        | أكتوبر 19, 1982              | ديسمبر 13, 1984              |                              |
| 3                                           | موشيه شاحال                  | معراخ                        | 21–23                        | سبتمبر 13, 1984              | مارس 15, 1990                |                              |
| 4                                           | يوفال نئمان                  | تيهيا                        | 24                           | يونيو 11, 1990               | يناير 21, 1992               |                              |
| 5                                           | إسحاق شامير                  | ليكود                        | 24                           | يناير 21, 1992               | يوليو 13, 1992               |                              |
| 6                                           | أمنون روبنشتاين              | حزب ميرتس                    | 25                           | يوليو 13, 1992               | يونيو 7, 1993                |                              |
| –                                           | موشيه شاحال                  | حزب العمل الإسرائيلي         | 25                           | يوليو 13, 1992               | يناير 9, 1995                |                              |
| 7                                           | غونين سيغيف                  | يود                          | 25, 26                       | يناير 9, 1995                | يونيو 18, 1996               |                              |
| وزير البنية التحتية الوطنية                 |                              |                              |                              |                              |                              |                              |
| 8                                           | إسحاق ليفي                   | مغدال                        | 27                           | يونيو 18, 1996               | يوليو 8, 1996                |                              |
| 9                                           | أرئيل شارون                  | ليكود                        | 27                           | يوليو 8, 1996                | يوليو 6, 1999                |                              |
| 10                                          | إيلي سويسا                   | شاس                          | 28                           | يوليو 6, 1999                | يوليو 11, 2000               |                              |
| 11                                          | أبراهام شوشات                | إسرائيل واحدة                | 28                           | أكتوبر 11, 2000              | مارس 7, 2001                 |                              |
| 12                                          | أفيغادور ليبرمان             | إسرائيل بيتنا                | 29                           | مارس 7, 2001                 | مارس 14, 2002                |                              |
| 13                                          | إفي إيتام                    | مفدال                        | 29                           | سبتمبر 18, 2002              | فبراير 28, 2003              |                              |
| 14                                          | يوسف باريتسكي                | شينوي                        | 30                           | فبراير 28, 2003              | يوليو 13, 2004               |                              |
| 15                                          | إليعازر ساندبرج              | شينوي                        | 30                           | يوليو 19, 2004               | ديسمبر 4, 2004               |                              |
| 16                                          | بنيامين بن إليعازر           | حزب العمل الإسرائيلي         | 30                           | يناير 10, 2005               | نوفمبر 23, 2005              |                              |
| 17                                          | روني بار أون                 | كاديما                       | 30                           | يناير 18, 2006               | مايو 4, 2006                 |                              |
| –                                           | بنيامين بن إليعازر           | حزب العمل الإسرائيلي         | 31                           | مايو 4, 2006                 | مارس 31, 2009                |                              |
| وزير الطاقة والمياه                         |                              |                              |                              |                              |                              |                              |
| 18                                          | أوزي لاندو                   | إسرائيل بيتنا                | 32                           | 31 مارس 2009                 | 18 مارس 2013                 |                              |
| وزير البنية التحتية الوطنية والطاقة والمياه |                              |                              |                              |                              |                              |                              |
| 19                                          | سيلفان شالوم                 | ليكود                        | 33                           | 18 مارس 2013                 | 14 مايو 2015                 |                              |
| 20                                          | يوفال شتاينتز                | ليكود                        | 34, 35                       | 14 مايو 2015                 | 13 يونيو 2021                |                              |
| 21                                          | كارين الحرار                 | هناك مستقبل                  | 36                           | 13 يونيو 2021                | 29 ديسمبر 2022               |                              |
| 22                                          | يسرائيل كاتس                 | ليكود                        | 37                           | 29 ديسمبر 2022               | 1 يناير 2024                 |                              |
| 23                                          | إيلي كوهين                   | ليكود                        | 37                           | 1 يناير 2024                 |                              |                              |

### نائب الوزراء
| # | وزير           | الطرف   | الحكومات | مصطلح تبدأ         | مصطلح نهاية                 |
| - | -------------- | ------- | -------- | ------------------ | --------------------------- |
| 1 | نعومي بلومنتال | الليكود | 29       | 7 آذار / مارس 2001 | 1 كانون الثاني / يناير 2003 |

## وصلات خارجية
- الموقع الرسمي
- جميع الوزراء في وزارة الطاقة والبنى التحتية الكنيست الموقع